# Vrijheid van meningsuiting

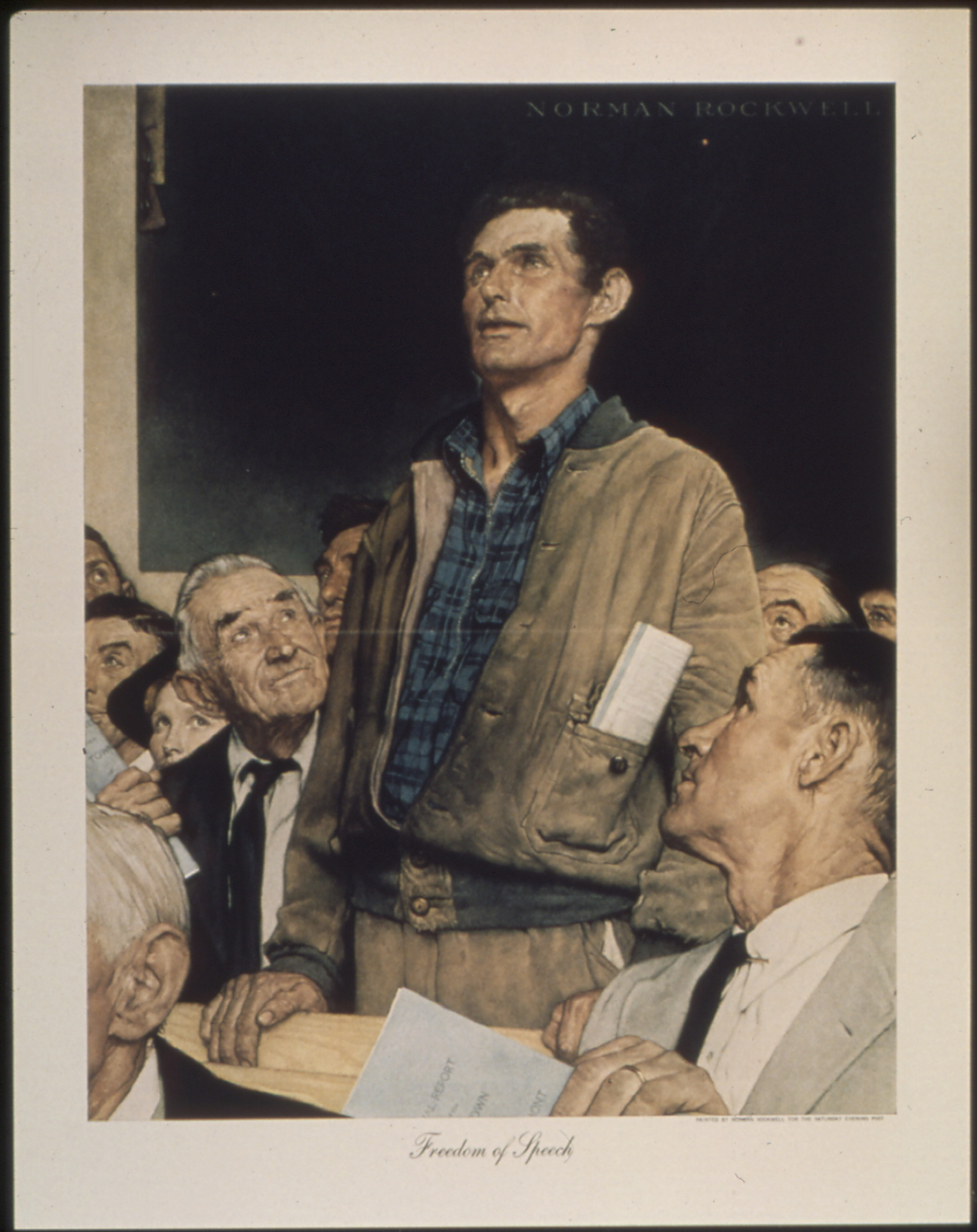
Freedom of Speech, een schilderij van Norman Rockwell uit 1943

Vrijheid van meningsuiting of vrijheid van expressie is de vrijheid van burgers om hun overtuigingen in het openbaar kenbaar te maken zonder voor de mening door de staat bestraft te worden, of represailles van andere burgers te hoeven dulden. Ook omvat dit het recht informatie vrijelijk te mogen verzamelen en verspreiden, zoals door journalisten.
De vrijheid van meningsuiting is niet absoluut, net als de meeste andere grondrechten. Zo is een mening die sterk beledigend of discriminerend is, of neerkomt op smaad, onder bepaalde omstandigheden strafbaar of een onrechtmatige daad (privaatrecht).
Vrijheid van meningsuiting wordt vaak beschouwd als integraal onderdeel van een democratie. De vrijheid om zonder angst voor vervolging je mening te kunnen uiten staat expliciet vermeld in de Universele verklaring van de rechten van de mens, (UVRM), het Internationaal verdrag inzake burgerrechten en politieke rechten (IVBPR) en in het Europees Verdrag voor de Rechten van de Mens.
De wettelijke beperkingen op de vrijheid van meningsuiting kunnen per rechtsstaat verschillen. Het Nederlandse strafrecht richt zich tegen smalend taalgebruik en aanzetten tot haat, belediging van gezagsdragers en het verspreiden van leugens (laster en smaad), maar minder of niet tegen obsceniteit of schendingen van goede smaak. In het algemeen verschilt de bescherming die een burger in Europese landen heeft, met die van de Verenigde Staten, waar men in beginsel verder kan gaan alvorens van belediging of discriminatie sprake is en waar de beperking van haatzaaien minder sterk is.

## Voorgeschiedenis
In de Westerse wereld wordt de voorgeschiedenis van de vrije meningsuiting doorgaans gesitueerd in de Atheense democratie (500-300 v.C.), met in het Romeinse Rijk  als rolmodel de redenaar Marcus Tullius Cicero. Vanaf de Renaissance spraken schrijvers, filosofen en juristen zich uit voor de vrije meningsuiting: onder hen onder meer Desiderius Erasmus, John Milton, en Edward Coke. Historische mijlpalen waren de Britse Bill of Rights (1689), in 1766 de Zweedse Tryckfrihetsförordningen (letterlijk “drukvrijheidsverordening”, wet op de persvrijheid), de Verklaring van de rechten van de mens en de burger uit de Franse Revolutie (1789) en het befaamde Eerste amendement van de Grondwet van de Verenigde Staten van 1791. 

## Rechtsbronnen
De vrijheid van meningsuiting is internationaal verankerd in de UVRM en het IVBPR, en in de Europese, Afrikaanse en Amerikaanse mensenrechtenverdragen. In België en Nederland gelden artikel 7 Nederlandse Grondwet en artikelen 19 en 25 Belgische Grondwet.

### Art. 19 UVRM
De Universele Verklaring van de Rechten van de Mens stelt in artikel 19 de vrijheid van meningsuiting voorop. Die omvat de vrijheid ‘inlichtingen en denkbeelden van welke aard ook te vergaren, te ontvangen en door te geven, ongeacht grenzen en ongeacht de vorm’. Met andere woorden, dit artikel schrijft zowel de vrijheid van meningsuiting als die van informatie voor. 

### IVBPR
- art. 18: vrijheid van gedachte, geweten en godsdienst
- art. 19: recht op vrije meningsuiting
- art. 21: recht op vreedzame vergadering
- art. 22: vrijheid van vereniging en vakbond

### Art. 10 EVRM
Alle landen van de Raad van Europa hebben zich gebonden aan het Europees Verdrag voor de Rechten van de Mens (EVRM). Dat zijn alle Europese landen inclusief Rusland, maar exclusief Wit-Rusland, plus een aantal landen in de Kaukasus.
Volgens art. 10 EVRM mag de vrijheid van meningsuiting alleen worden beperkt als
- deze beperking voorzien is bij (kenbare) wet,
- deze beperking een legitiem doel dient,
- deze beperking in een democratische samenleving noodzakelijk is in het belang van:
  - de nationale veiligheid,
  - territoriale integriteit,
  - openbare veiligheid,
  - het voorkomen van wanordelijkheden en strafbare feiten,
  - de bescherming van de gezondheid of de goede zeden,
  - de bescherming van de goede naam of de rechten van anderen,
  - om de verspreiding van vertrouwelijke mededelingen te voorkomen of
  - om het gezag en de onpartijdigheid van de rechterlijke macht te waarborgen.

Artikel 10 EVRM betreft niet alleen de vrijheid meningen te uiten, maar ook om kennis te nemen van meningen van anderen. Ook die is essentieel voor een democratie. Het betreft dus een algemene informatievrijheid.
In haar kersttoespraak van 2006 benadrukte koningin Beatrix der Nederlanden dat de vrijheid van meningsuiting haar grens vindt waar de rechten van anderen beginnen: vrijheid van meningsuiting is geen vrijbrief om te beledigen. "Wie anderen beschimpt verliest zelf geloofwaardigheid; het onbeheerste woord schiet zijn doel voorbij." Argumenten als deze klinken steeds weer als er gevallen van provocerend taal- of beeldgebruik in de aandacht staan. Volgens het Europees recht ligt het anders: de vrijheid van meningsuiting omvat volgens het Europees Verdrag voor de Rechten van de Mens óók het recht om te beledigen. Het EHRM (Europees Hof voor de Rechten van de Mens) heeft aangegeven hoe ver het recht van vrijheid van meningsuiting nu eigenlijk gaat (EHRM 24 februari 1997, de Haes and Gijsels v. Belgium, en eerder in EHRM 26 april 1979, Sunday Times):
The Court reiterates that the press plays an essential role in a democratic society. (...) freedom of expression is applicable not only to 'information' or 'ideas' that are favourably received or regarded as inoffensive or as a matter of indifference, but also to those that offend, shock or disturb the State or any section of the community. In addition, journalistic freedom also covers possible recourse to a degree of exaggeration, or even provocation (...).
Volgens het Europese Hof voor de Rechten van de Mens vindt de vrijheid van meningsuiting dus niet haar beperking daar waar anderen verontrust, gekwetst of gechoqueerd worden. Volgens het Scientology-arrest gaat art. 10 EVRM zelfs zo ver dat dit artikel het auteursrecht opzij kan zetten: het auteursrecht kan in uitzonderlijke gevallen in strijd zijn met de mensenrechten.

### Artikelen 19 en 25 van de Belgische Grondwet
België kent van bij de secessie van 1830 een uitgesproken vrijheid van drukpers en vrijheid van eredienst. Preventieve censuur is absoluut verboden en het bestraffen van zogenaamde drukpersmisdrijven is praktisch zeer moeilijk. Die zijn namelijk toegewezen aan een assisenhof met een volksjury. Karl Marx, Multatuli, Proudhon en Victor Hugo hebben in hun tijd deze Belgische tolerantie weten te waarderen en kwamen in Brussel schrijven en publiceren als het in hun eigen land te warm werd. Er werden nauwelijks opiniemisdrijven bestraft, tussen 1941 en 1994 bijvoorbeeld geen enkel, ook niet wegens laster of belediging van buitenlandse staatshoofden. De repressie na de Tweede Wereldoorlog sloeg enkel op staatsvijandige daden, niet op meningen. Fascistische drukwerken werden meteen weer “getolereerd”.
Rechtszaken omtrent vrije meningsuiting waren er dan ook bijna uitsluitend voor de burgerlijke rechtbanken, bijvoorbeeld wanneer een krant weigerde een recht van antwoord te publiceren of wanneer iemand meende recht op een schadevergoeding te hebben voor lasterlijke beweringen. Soms ondernam het gerecht een poging om een journalist te vervolgen wegens heling (van gestolen informatie) of schending van het geheim van het gerechtelijk onderzoek. Meestal had dit geen succes, maar het onderzoek zelf, bijvoorbeeld een huiszoeking op de redactie, kan wel intimiderend zijn ten overstaan van de persvrijheid.
In samenhang met het EVRM kan men stellen dat de Belgische grondwet meer ruimte laat voor politieke meningen en dat het EVRM soms meer ruimte laat voor zogenaamd zedenschennende afbeeldingen, die geheel niet onder de Belgische persvrijheid vielen. Door de gezamenlijke werking van de beide wettelijke bronnen, geldt nu in België telkens die regel die het minste beperkingen oplegt.
Aan die opvallende Belgische tolerantie is in zekere zin in 1999 een einde gekomen. In dat jaar werd artikel 150 van de Grondwet gewijzigd, zodanig dat persmisdrijven die door racisme en xenofobie ingegeven zijn niet meer door een assisenhof maar voor een gewone rechtbank met beroepsrechters beoordeeld worden. Het was de eerste grondwetswijziging sinds 1830 in verband met de meningsvrijheid, en dan nog in beperkende zin. Dat bleek vrij snel toen kort nadien het Vlaams Blok vervolgd werd, niet door het Openbaar Ministerie maar door een rechtstreekse dagvaarding van het Centrum voor gelijkheid van kansen en voor racismebestrijding, een initiatief van de regering, en de Liga voor Mensenrechten, een privé-initiatief. Bij een rechtstreekse dagvaarding voor een strafgerecht worden de bewijzen niet verzameld door de justitie, maar door de benadeelde, een uitzonderlijke procedure in het Belgische strafrecht. Drie VZW’s, zelfstandige deelorganisaties van de partij, werden veroordeeld voor medewerking aan de verspreiding van een strafbare mening.
Door deze evolutie weigert nu ook De Post soms een drukwerk te verspreiden met het argument dat “medewerking” kan gestraft worden. Vrijheid van meningsuiting is nooit een legitimatie geweest voor onjuiste uitlatingen of laster ten opzichte van privé-personen of gehele groeperingen in de samenleving. Maar de nagenoeg onaantastbare Belgische grondwettelijke bescherming is opgeheven en ingevuld door de antiracismewet.
In 2011 verbood het Europees hof de zogenaamde "preventieve censuur", een praktijk waarbij een rechter na een klacht van een betrokkene op eenzijdig verzoekschrift, een uitzending op televisie kon laten verbieden of een dag- of weekblad uit de handel kon laten verwijderen.

### Artikel 7 van de Nederlandse Grondwet
De Nederlandse Grondwet bevat de volgende bepalingen over de vrijheid van meningsuiting:
1. Niemand heeft voorafgaand verlof nodig om door de drukpers gedachten of gevoelens te openbaren, behoudens ieders verantwoordelijkheid volgens de wet.
2. De wet stelt regels omtrent radio en televisie. Er is geen voorafgaand toezicht op de inhoud van een radio- of televisieuitzending.
3. Voor het openbaren van gedachten of gevoelens door andere dan in de voorgaande leden genoemde middelen heeft niemand voorafgaand verlof nodig wegens de inhoud daarvan, behoudens ieders verantwoordelijkheid volgens de wet. De wet kan het geven van vertoningen toegankelijk voor personen jonger dan zestien jaar regelen ter bescherming van de goede zeden.
4. De voorgaande leden zijn niet van toepassing op het maken van handelsreclame.

In de Nederlandse Grondwet staat de vrijheid van meningsuiting allereerst als vrijheid van drukpers. Het impliceert twee verschillende rechten: het recht om te openbaren en het recht om te verspreiden.
Niemand heeft voorafgaand verlof nodig om door de drukpers gedachten of gevoelens te openbaren, behoudens ieders verantwoordelijkheid volgens de wet (art 7 lid 1 GW)
Verspreiding mag ook door lagere wetgevers worden beperkt. Zelfstandige middelen van verspreiding (bv. het uitdelen van folders) mogen niet in hun geheel worden verboden: je moet kunnen blijven verspreiden.
Art. 7 lid 2 Grondwet verbiedt expliciet elke vorm van censuur voor radio en televisie. Art. 7 lid 3 Grondwet verbiedt alle andere vormen van censuur.
Handelsreclame wordt niet beschermd door de Grondwettelijke uitingsvrijheid (art. 7 lid 4 Grondwet).
Deze grondwetsbepaling richt zich primair op de wetgever, maar een overtreding van deze regels door de wetgever heeft geen juridische gevolgen, aangezien de rechter in het Nederlandse systeem een formele wettekst niet mag toetsen aan de grondwet (art. 120 Gw). Besluiten en maatregelen van een overheidsorganisatie mag de rechter wel gewoon toetsen aan de Grondwet. Bovendien mag de Nederlandse rechter een wettekst wel toetsen aan internationale verdragen, en kan dus bijvoorbeeld een strafbepaling omtrent belediging buiten beschouwing laten omdat die in strijd is met art. 10 EVRM. Dat is belangrijk, want die bepaling trekt de grenzen van de vrijheid van meningsuiting menigmaal ruimer dan de Nederlandse strafwet.

## Vrijheid van meningsuiting en het internet
De ontwikkeling van het internet heeft nieuwe mogelijkheden geopend om meningen te uiten. Pseudoniemen bestonden altijd al, maar berichten worden veel sneller en breder verspreid. Doordat een met internet te verbinden apparaat een uniek eigen nummer heeft en de eigenaar zich vaak met persoonlijke gegevens heeft aangemeld bij de leverancier van het besturingsprogramma, biedt een pseudoniem maar deels bescherming. Voorts heeft iedere internetaansluiting een eigen adres, maar er bestaan speciale programma's zoals Tor of een Virtueel Particulier Netwerk, die de eigen toegang tot internet naar een andere locatie omleiden, zodat de huisaansluiting niet makkelijk achterhaald kan worden. Een persoon kan eventueel wel aan de hand van de inhoud van de mening worden achterhaald.
Digitale technologie garandeert dus niet dat materiaal niet kan worden verwijderd en dat de auteur technisch niet te verbinden is aan een fysieke identiteit of organisatie. In landen zonder vrijheid van meningsuiting maakt internet burgers vaak meer kwetsbaar als ze de werking van de technologie niet kennen en bijvoorbeeld vanaf hun eigen mobiele telefoon een mening uiten die niet in lijn ligt met die van de staat.
Op verschillende commerciële sites die bijdragen van gebruikers publiceren, vindt door de juridisch verantwoordelijke (rechts-)persoon vóór plaatsing een beoordeling plaats aan de hand van de eigen regels. Daarmee gaat een gebruiker vooraf akkoord. Dit wordt 'modereren' genoemd. Daarbij is de Grondwettelijke uitingsvrijheid in beginsel niet in het geding, omdat een private organisatie zelf mag beslissen wat zij op haar eigen website wel en niet wil hebben staan. Dat kan anders zijn wanneer van het bedrijf gezegd kan worden dat het een marktbeheersende positie heeft. 
Komt een uiting in strijd met plaatselijk recht, kan de eigenaar van de website vervolgd worden (strafrecht) of aansprakelijk worden gesteld (privaatrecht). De eigenaar kan dan vervolgens de gebruiker aanspreken. 
Een van de organisaties die zich in Nederland bezig houdt met het zoeken van mogelijk strafbare of onrechtmatige uitlatingen is het Meldpunt Discriminatie Internet dat zich sinds  haar oprichting in 1994 inspant om zulke uitingen verwijderd te krijgen. Als dat niet lukt kan het MDI aangifte bij de politie doen, een recht dat iedere burger heeft.

## Een "recht om te beledigen"?
Soms wordt beweerd dat de vrijheid van meningsuiting een "recht om te beledigen" zou inhouden. Dat is een misleidende voorstelling van zaken. Afgezien van het feit dat beledigen in bepaalde gevallen strafbaar is, als erkende uitzondering op de vrijheid van meningsuiting, dient men zich vooral te bedenken dat de vrijheid van meningsuiting een juridische norm is, die kan leiden tot strafbaarheid of een rechtsvordering. Daarnaast zijn er echter ook maatschappelijke normen, respectievelijk fatsoensnormen. Overtreding van die normen kan niet in rechte worden bestreden, maar kan wel tot afkeuring leiden. Het is uitdrukkelijk niet zo dat men geen uitingen zou mogen afkeuren die juridisch wel zijn toegelaten in het kader van de vrijheid van meningsuiting.
Men kan wel van mening verschillen waar de grens van het fatsoen ligt. Op die vraag geeft het recht geen antwoord. Wel brengt juist de vrijheid van meningsuiting met zich mee dat iedereen meningsuitingen van anderen mag afkeuren - of daar juist zijn instemming mee mag betuigen.
In kringen van journalisten en cartoonisten geldt "zelfcensuur" als volstrekt verwerpelijk. De maatschappelijke rol met de pers brengt inderdaad met zich mee dat media zich niet te veel moeten inhouden, want dan wordt de burger mogelijk relevante informatie onthouden. Kritiek kan heel onaangenaam zijn voor een politicus, maar een democratie werkt niet als die niet naar buiten komt. Wel kan men er over twisten of uitingen fatsoenlijk zijn die geen ander doel hebben dan om iemand te kwetsen, bijvoorbeeld in religieuze gevoelens die voor andersdenkenden moeilijk navoelbaar zijn. Er is een verschil tussen spot en leedvermaak.
Een grote mate van uitingsvrijheid betekent dat niet telkenmale iedereen die zich beledigd voelt, andermans (legitieme) uitingen kan dagvaarden. Laster en bijvoorbeeld het oproepen tot geweld zijn sowieso strafbaar. En mensen die leven in samenlevingen waar de mensenrechten van kracht zijn, hebben voorts als zodanig geen absoluut recht om anderen moedwillig te mogen beledigen. De Universele Verklaring van de Rechten van de Mens (UVRM) bepaalt onder andere namelijk reeds in het eerste artikel:
- Alle mensen zijn begiftigd met verstand en geweten. Iedereen behoort zich jegens elkander in een geest van broederschap te gedragen.

## Beperkingen
- Diverse landen kennen wettelijke beperkingen op het recht op vrijheid van meningsuiting. Behalve de strafbaarstelling van belediging, laster en smaad zijn er bijvoorbeeld strafbepalingen over haatzaaien, de ontkenning van de Holocaust en het "verheerlijken van geweld" (in de Bondsrepubliek Duitsland).

- In Nederland is plaatselijk het maken van sisgeluiden in de openbare ruimte strafbaar gesteld, omdat het als denigrerend en intimiderend kan worden bedoeld en ervaren. In december 2019 oordeelde het Gerechtshof te Den Haag in een proefproces dat (de formulering van) een dergelijke strafbepaling in de APV van de gemeente Rotterdam in strijd kwam met de vrijheid van meningsuiting. Het Hof begreep en respecteerde de wens van de gemeente de verruwing in (seksueel getint)taalgebruik en van (seksueel getinte) omgangsvormen in de openbare ruimte te bestrijden, maar oordeelde dat niet een plaatselijke overheid doch alleen de wetgever in formele zin (Tweede en Eerste Kamer) daartoe bevoegd is, omdat daarmee mogelijk inbreuk wordt gemaakt op het grondwettelijke recht van de vrijheid van meningsuiting, dat slechts mag worden ingeperkt door een wet in formele zin. In de betreffende zaak kon op grond van de stukken in het dossier ook niet worden vastgesteld dat de personen tot wie de verdachte de ten laste gelegde uitlatingen en/of gebaren zou hebben gericht daardoor waren lastiggevallen in de betekenis die de plaatselijke verordening daaraan geeft. Evenmin waren die uitlatingen en/of gebaren naar hun uiterlijke verschijningsvorm zodanig dat op grond daarvan aangenomen zou moeten worden dat zij evident aanstootgevend waren en dat de personen tot wie zij waren gericht daarmee waren lastiggevallen.[7][8][9]

## Organisaties
Verschillende organisaties ijveren voor de bescherming van de vrije meningsuiting, onder meer Amnesty International, de schrijversorganisatie PEN International en meer specifiek de Britse NGO ARTICLE 19. Specifieke organisaties voor het internet zijn onder meer de Electronic Frontier Foundation.